# Olympische Sommerspiele 1968/Leichtathletik – 100 m (Frauen)
Der 100-Meter-Lauf der Frauen bei den Olympischen Spielen 1968 in Mexiko-Stadt wurde am 14. und 15. Oktober 1968 im Estadio Olímpico Universitario ausgetragen. 42 Athletinnen nahmen teil.
Olympiasiegerin wurde die US-Amerikanerin Wyomia Tyus. Sie gewann in neuer Weltrekordzeit von 11,0 s vor ihrer Teamkameradin Barbara Ferrell und der Polin Irena Szewińska, die bis 1967 unter ihrem Geburtsnamen Irena Kirszenstein an Wettkämpfen teilgenommen hatte.
Für die Bundesrepublik Deutschland – offiziell Deutschland – starteten Karin Reichert-Frisch, Renate Meyer und Halina Herrmann. Herrmann, die 1960 und 1964 als Halina Górecka Olympiateilnehmerin für Polen gewesen war, schied schon in der Vorrunde aus. Meyer und Reichert scheiterten im Viertelfinale.

Läuferinnen aus der DDR – offiziell Ostdeutschland, der Schweiz, Österreich und Liechtenstein nahmen nicht teil.

## Rekorde

### Bestehende Rekorde

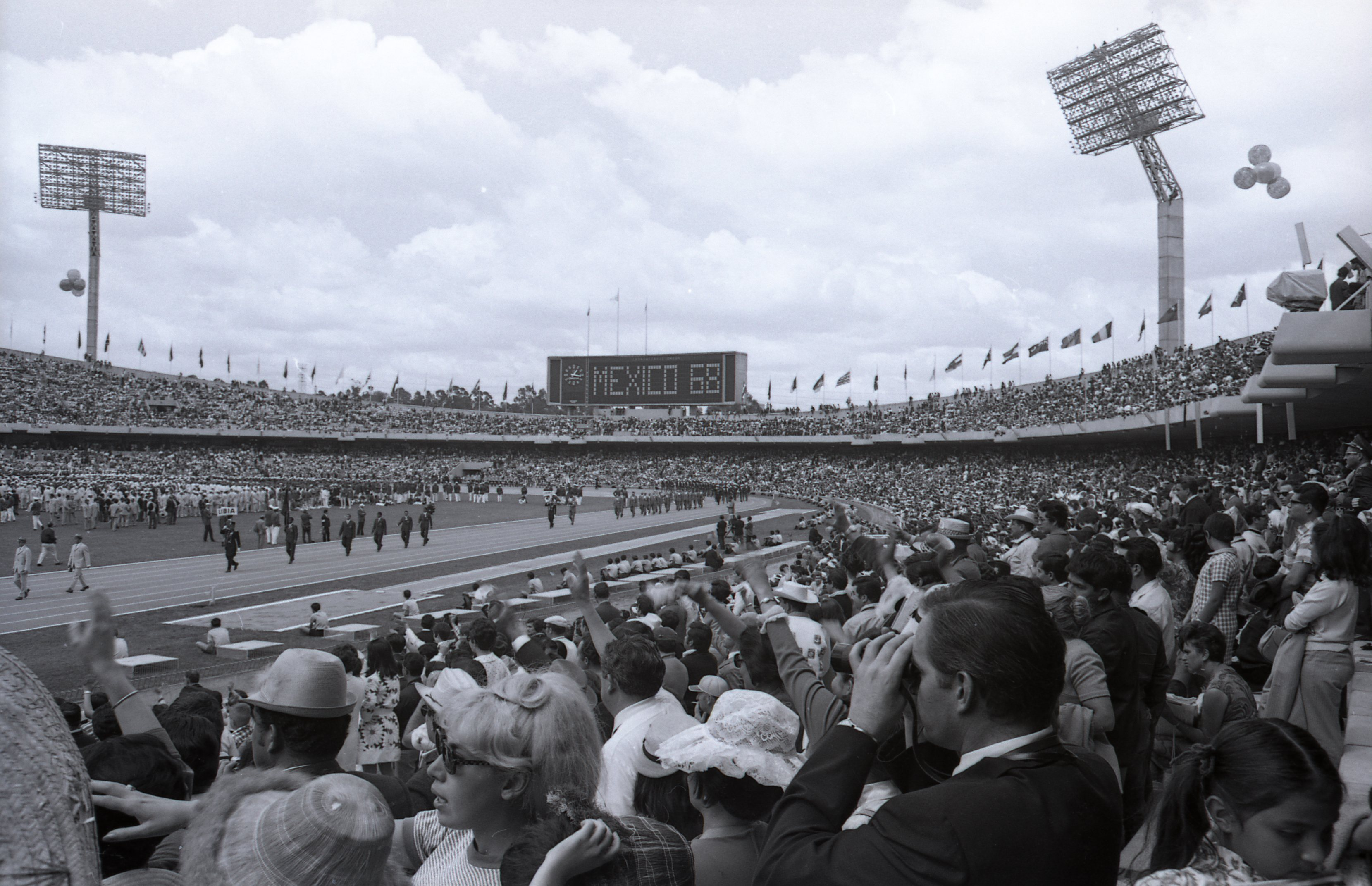
Das Olympiastadion während der Eröffnungsfeier 1968

| Weltrekord         | 11,1 s | Irena Kirszenstein ( Polen)          | Prag, Tschechoslowakei (heute Tschechien)       | 9. Juli 1965     |
| Weltrekord         | 11,1 s | Wyomia Tyus ( USA)                   | Kiew, Sowjetunion (heute Ukraine)               | 31. Juli 1965    |
| Weltrekord         | 11,1 s | Barbara Ferrell ( USA)               | Santa Barbara, USA                              | 2. Juli 1967     |
| Weltrekord         | 11,1 s | Ljudmila Samotjossowa ( Sowjetunion) | Leninakan, Sowjetunion (heute Gjumri, Armenien) | 15. August 1968  |
| Olympischer Rekord | 11,2 s | Wyomia Tyus ( USA)                   | Viertelfinale OS Tokio, Japan                   | 15. Oktober 1964 |

### Rekordegalisierungen / -verbesserungen
Zunächst wurde der bestehende olympische Rekord dreimal egalisiert, anschließend gab es zwei Verbesserungen dieses neuen olympischen Rekords, die gleichzeitig eine Egalisierung des Weltrekords bedeuteten. Im letzten Rennen wurde dann der bestehende Weltrekord gesteigert:
- 11,2 s ORe – Wyomia Tyus (USA), erster Vorlauf am 14. Oktober bei Windstille
- 11,2 s ORe – Margaret Bailes (USA), zweiter Vorlauf am 14. Oktober bei einem Rückenwind von 1,3 m/s
- 11,2 s ORe – Barbara Ferrell (USA), sechster Vorlauf am 14. Oktober bei Windstille
- 11,1 s WRe/OR – Barbara Ferrell (USA), erstes Viertelfinale am 14. Oktober bei einem Rückenwind von 0,6 m/s
- 11,1 s WRe/ORe – Irena Szewińska (Polen), viertes Viertelfinale am 14. Oktober bei einem Rückenwind von 1,8 m/s
- 11,0 s WR – Wyomia Tyus (USA), Finale am 16. Oktober bei einem Rückenwind von 1,2 m/s

## Durchführung des Wettbewerbs
42 Athletinnen traten am 14. Oktober zu insgesamt sechs Vorläufen an. Die jeweils fünf Laufbesten – hellblau unterlegt – kamen ins Viertelfinale am selben Tag. Dort qualifizierten sich die jeweils ersten Vier – wiederum hellblau unterlegt – für das Halbfinale am 15. Oktober. Daraus erreichten die jeweils vier Laufbesten – hellblau unterlegt – das Finale, das am selben Tag stattfand.

## Zeitplan
14. Oktober, 10:00 Uhr: Vorläufe

14. Oktober, 15:30 Uhr: Viertelfinale

15. Oktober, 15:00 Uhr: Halbfinale

15. Oktober, 17:50 Uhr: Finale
Anmerkung: Alle Zeiten sind in Ortszeit Mexiko-Stadt (UTC −6) angegeben.

## Vorrunde
Datum: 14. Oktober 1968, ab 10:00 Uhr

### Vorlauf 1
Wind: ±0,0 m/s
| Platz | Name             | Nation         | Offizielle Zeit handgestoppt | Inoffizielle Zeit elektronisch |
| ----- | ---------------- | -------------- | ---------------------------- | ------------------------------ |
| 1     | Wyomia Tyus      | USA            | 11,2 s ORe                   | 11,21 s                        |
| 2     | Val Peat         | Großbritannien | 11,5 s0000                   | 11,52 s                        |
| 3     | Violeta Quesada  | Kuba           | 11,6 s0000                   | 11,67 s                        |
| 4     | Marijana Lubej   | Jugoslawien    | 11,6 s0000                   | 11,68 s                        |
| 5     | Debbie Miller    | Kanada         | 11,7 s0000                   | 11,71 s                        |
| 6     | Sylviane Telliez | Frankreich     | 12,0 s0000                   | 12,10 s                        |
| 7     | Esperanza Girón  | Mexiko         | 12,2 s0000                   | 12,30 s                        |

### Vorlauf 2
Wind: +1,3 m/s
| Platz | Name             | Nation      | Offizielle Zeit handgestoppt | Inoffizielle Zeit elektronisch |
| ----- | ---------------- | ----------- | ---------------------------- | ------------------------------ |
| 1     | Margaret Bailes  | USA         | 11,2 s ORe                   | 11,30 s                        |
| 2     | Irene Piotrowski | Kanada      | 11,3 s0000                   | 11,40 s                        |
| 3     | Miguelina Cobián | Kuba        | 11,4 s0000                   | 11,48 s                        |
| 4     | Pam Kilborn      | Australien  | 11,6 s0000                   | 11,62 s                        |
| 5     | Gabrielle Meyer  | Frankreich  | 11,6 s0000                   | 11,65 s                        |
| 6     | Alicia Kaufmanas | Argentinien | 11,8 s0000                   | 11,90 s                        |
| 7     | Carmen Smith     | Jamaika     | 11,9 s0000                   | 11,94 s                        |

### Vorlauf 3
Wind: +0,1 m/s
| Platz | Name                  | Nation         | Offizielle Zeit handgestoppt | Inoffizielle Zeit elektronisch |
| ----- | --------------------- | -------------- | ---------------------------- | ------------------------------ |
| 1     | Dianne Burge          | Australien     | 11,5 s                       | 11,53 s                        |
| 2     | Fulgencia Romay       | Kuba           | 11,5 s                       | 11,53 s                        |
| 3     | Ljudmila Samotjossowa | Sowjetunion    | 11,5 s                       | 11,57 s                        |
| 4     | Anita Neil            | Großbritannien | 11,6 s                       | 11,70 s                        |
| 5     | Oyeronke Akindele     | Nigeria        | 11,6 s                       | 11,70 s                        |
| 6     | Vilma Charlton        | Jamaika        | 11,7 s                       | 11,71 s                        |
| 7     | Ulla-Britt Wieslander | Schweden       | 11,8 s                       | 11,86 s                        |

### Vorlauf 4
Wind: ±0,0 m/s
| Platz | Name                  | Nation         | Offizielle Zeit handgestoppt | Inoffizielle Zeit elektronisch |
| ----- | --------------------- | -------------- | ---------------------------- | ------------------------------ |
| 1     | Irena Szewińska       | Polen          | 11,3 s                       | 11,32 s                        |
| 2     | Raelene Boyle         | Australien     | 11,4 s                       | 11,44 s                        |
| 3     | Chi Cheng             | Taiwan         | 11,4 s                       | 11,45 s                        |
| 4     | Della Pascoe          | Großbritannien | 11,7 s                       | 11,78 s                        |
| 5     | Karin Reichert-Frisch | BR Deutschland | 11,9 s                       | 11,95 s                        |
| 6     | Mária Kiss            | Ungarn         | 12,0 s                       | 12,10 s                        |
| DNF   | Lydia Stephens        | Kenia          |                              |                                |

### Vorlauf 5
Wind: ±0,0 m/s
| Platz | Name                | Nation           | Offizielle Zeit handgestoppt | Inoffizielle Zeit elektronisch |
| ----- | ------------------- | ---------------- | ---------------------------- | ------------------------------ |
| 1     | Eva Glesková        | Tschechoslowakei | 11,6 s                       | 11,62 s                        |
| 2     | Renate Meyer        | BR Deutschland   | 11,7 s                       | 11,71 s                        |
| 3     | Ljudmila Golomasowa | Sowjetunion      | 11,7 s                       | 11,74 s                        |
| 4     | Truus Hennipman     | Niederlande      | 11,7 s                       | 11,76 s                        |
| 5     | Stephanie Berto     | Kanada           | 11,8 s                       | 11,81 s                        |
| 6     | Margit Nemesházi    | Ungarn           | 11,9 s                       | 12,00 s                        |
| 7     | Josefa Vicent       | Uruguay          | 12,5 s                       | 12,53 s                        |

### Vorlauf 6

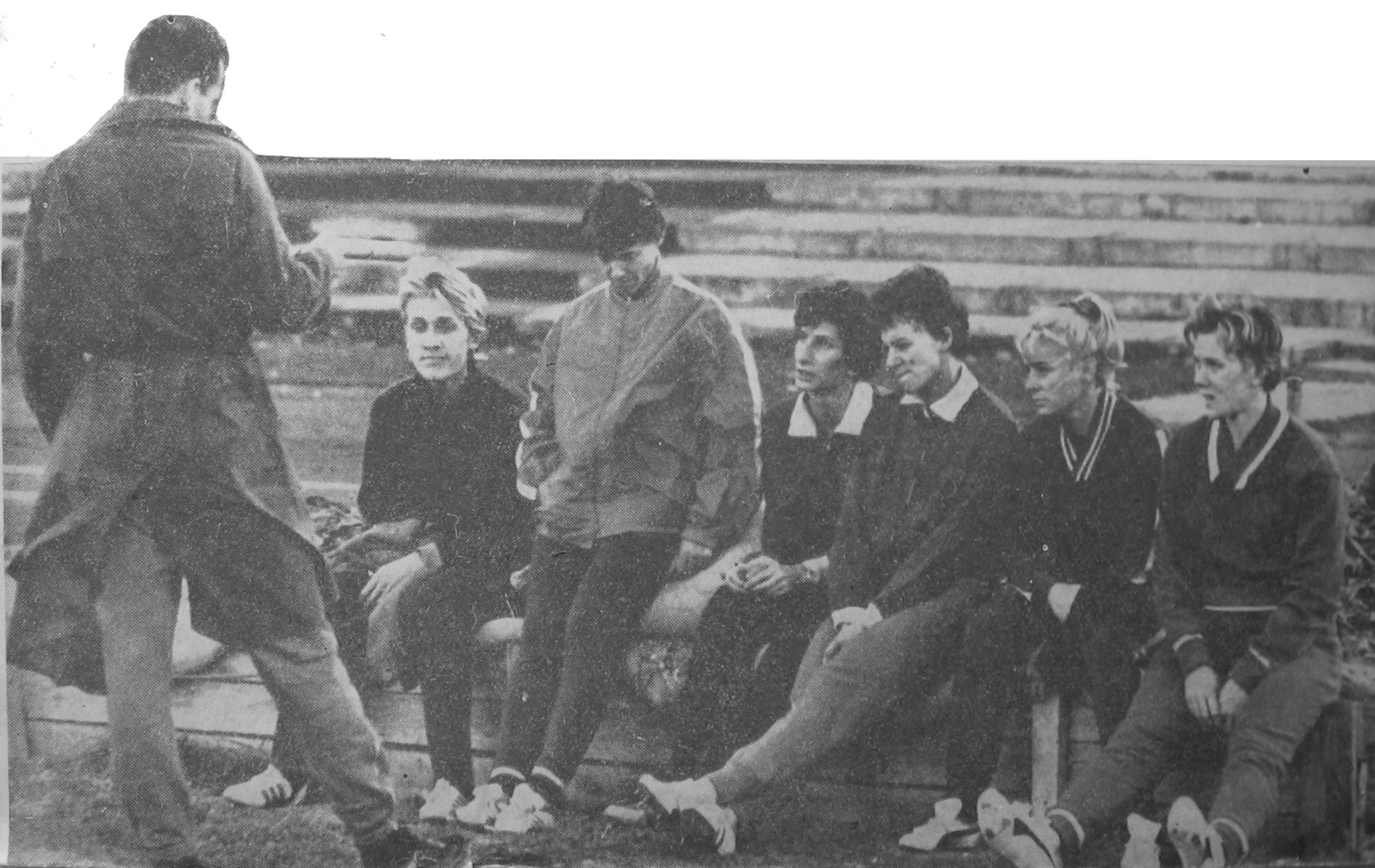
Halina Herrmann (Dritte von rechts, hier noch als Mitglied des polnischen Teams) schied als Sechste des sechsten Vorlaufs aus

Wind: ±0,0 m/s
| Platz | Name               | Nation         | Offizielle Zeit handgestoppt | Inoffizielle Zeit elektronisch |
| ----- | ------------------ | -------------- | ---------------------------- | ------------------------------ |
| 1     | Barbara Ferrell    | USA            | 11,2 s ORe                   | 11,28 s                        |
| 2     | Ljudmila Maslakowa | Sowjetunion    | 11,5 s0000                   | 11,54 s                        |
| 3     | Wilma van Gool     | Niederlande    | 11,5 s0000                   | 11,60 s                        |
| 4     | Olajumoke Bodunrin | Nigeria        | 11,6 s0000                   | 11,71 s                        |
| 5     | Györgyi Balogh     | Ungarn         | 11,8 s0000                   | 11,80 s                        |
| 6     | Halina Herrmann    | BR Deutschland | 11,8 s0000                   | 11,88 s                        |
| 7     | Cecilia Sosa       | El Salvador    | 13,7 s0000                   | 13,76 s                        |

## Viertelfinale
Datum: 14. Oktober 1968, ab 15:30 Uhr

### Lauf 1
Wind: +0,6 m/s

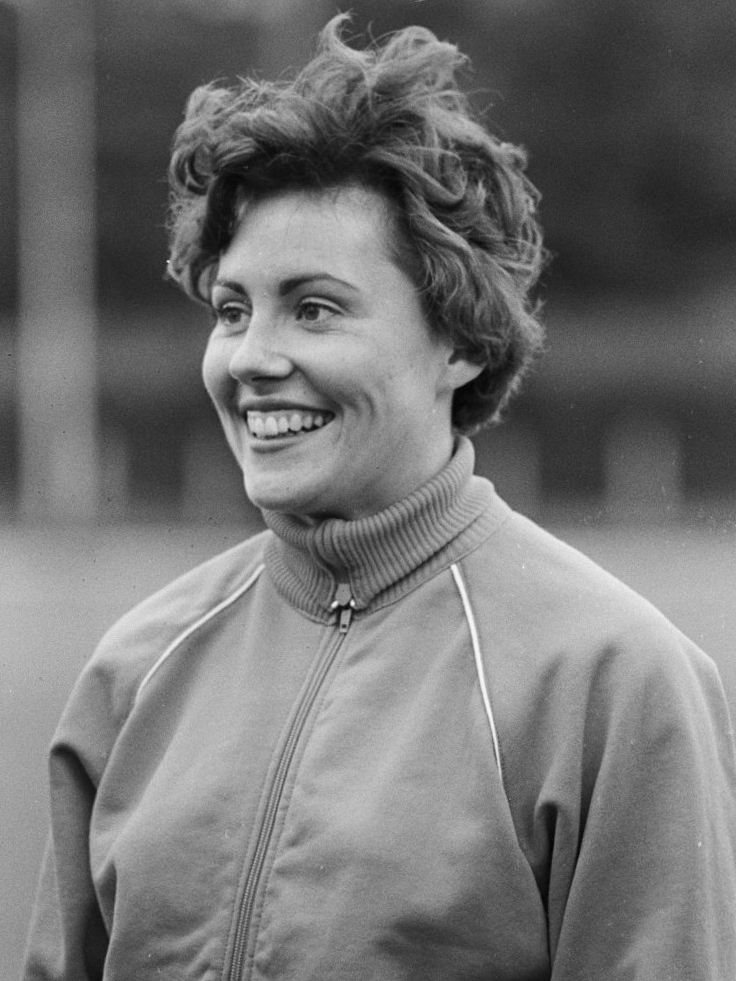
Truus Hennipman – ausgeschieden als Siebte des ersten Viertelfinals

Die offizielle Ergebnisliste wies hier zunächst einen Rückenwind von 6,0 m/s aus. Erst die Nachfrage eines Journalisten ergab nach längerer Diskussion, dass es hier ein Versehen gegeben hatte. Der tatsächliche Wert lautete 0,6 m/s, sodass alle Leistungen in die Bestenlisten aufgenommen werden konnten und Barbara Ferrells Siegerzeit die Einstellung des Weltrekords und gleichzeitig neuen olympischen Rekord bedeuteten. Im offiziellen Bericht wurde dieser Fehler allerdings nie korrigiert.
| Platz | Name                  | Nation           | Offizielle Zeit handgestoppt | Inoffizielle Zeit elektronisch |
| ----- | --------------------- | ---------------- | ---------------------------- | ------------------------------ |
| 1     | Barbara Ferrell       | USA              | 11,1 s WRe/OR                | 11,12 s                        |
| 2     | Eva Glesková          | Tschechoslowakei | 11,2 s                       | 11,29 s                        |
| 3     | Della Pascoe          | Großbritannien   | 11,3 s                       | 11,36 s                        |
| 4     | Miguelina Cobián      | Kuba             | 11,4 s                       | 11,41 s                        |
| 5     | Ljudmila Maslakowa    | Sowjetunion      | 11,4 s                       | 11,43 s                        |
| 6     | Pam Kilborn           | Australien       | 11,4 s                       | 11,50 s                        |
| 7     | Truus Hennipman       | Niederlande      | 11,5 s                       | 11,59 s                        |
| 8     | Karin Reichert-Frisch | BR Deutschland   | 11,6 s                       | 11,70 s                        |

### Lauf 2

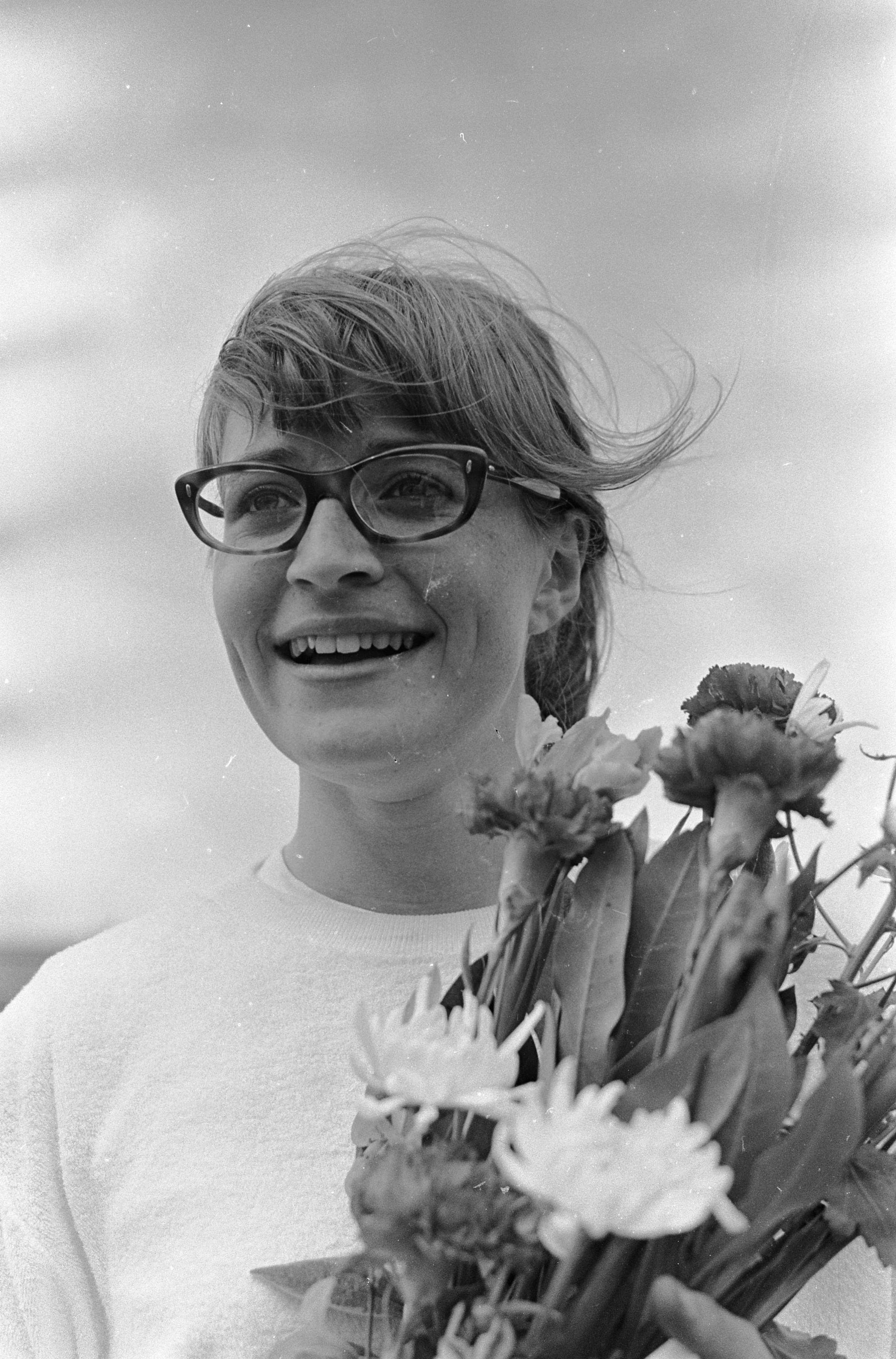
Wilma van Gool – ausgeschieden als Siebte des zweiten Halbfinals

Wind: +2,7 m/s

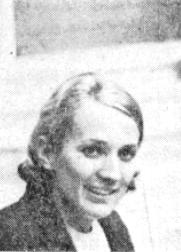
Marijana Lubej – ausgeschieden als Fünfte des zweiten Viertelfinals

Der Zeit der Siegerin Wyomia Tyus aus den USA konnte wegen zu starken Rückenwindes nicht als Weltrekord anerkannt werden. Auch die anderen in diesem Lauf erzielten Zeiten waren deshalb nicht bestenlistenfähig.
| Platz | Name                | Nation         | Offizielle Zeit handgestoppt | Inoffizielle Zeit elektronisch |
| ----- | ------------------- | -------------- | ---------------------------- | ------------------------------ |
| 1     | Wyomia Tyus         | USA            | 11,0 s                       | 11,08 s                        |
| 2     | Chi Cheng           | Taiwan         | 11,3 s                       | 11,31 s                        |
| 3     | Wilma van Gool      | Niederlande    | 11,4 s                       | 11,45 s                        |
| 4     | Ljudmila Golomasowa | Sowjetunion    | 11,5 s                       | 11,54 s                        |
| 5     | Marijana Lubej      | Jugoslawien    | 11,6 s                       | 11,61 s                        |
| 6     | Anita Neil          | Großbritannien | 11,6 s                       | 11,61 s                        |
| 7     | Debbie Miller       | Kanada         | 11,6 s                       | 11,64 s                        |
| DNS   | Olajumoke Bodunrin  | Nigeria        |                              |                                |

### Lauf 3
Wind: +0,8 m/s
| Platz | Name                  | Nation         | Offizielle Zeit handgestoppt | Inoffizielle Zeit elektronisch |
| ----- | --------------------- | -------------- | ---------------------------- | ------------------------------ |
| 1     | Raelene Boyle         | Australien     | 11,2 s                       | 11,29 s                        |
| 2     | Margaret Bailes       | USA            | 11,3 s                       | 11,34 s                        |
| 3     | Val Peat              | Großbritannien | 11,3 s                       | 11,39 s                        |
| 4     | Ljudmila Samotjossowa | Sowjetunion    | 11,4 s                       | 11,45 s                        |
| 5     | Violeta Quesada       | Kuba           | 11,6 s                       | 11,65 s                        |
| 6     | Renate Meyer          | BR Deutschland | 11,6 s                       | 11,67 s                        |
| 7     | Oyeronke Akindele     | Nigeria        | 11,7 s                       | 11,75 s                        |

### Lauf 4
Wind: +1,8 m/s
| Platz | Name             | Nation     | Offizielle Zeit handgestoppt | Inoffizielle Zeit elektronisch |
| ----- | ---------------- | ---------- | ---------------------------- | ------------------------------ |
| 1     | Irena Szewińska  | Polen      | 11,1 s WRe/ORe               | 11,20 s                        |
| 2     | Dianne Burge     | Australien | 11,3 s                       | 11,33 s                        |
| 3     | Irene Piotrowski | Kanada     | 11,3 s                       | 11,41 s                        |
| 4     | Fulgencia Romay  | Kuba       | 11,4 s                       | 11,47 s                        |
| 5     | Gabrielle Meyer  | Frankreich | 11,6 s                       | 11,69 s                        |
| 6     | Györgyi Balogh   | Ungarn     | 11,7 s                       | 11,78 s                        |
| DNS   | Stephanie Berto  | Kanada     |                              |                                |

## Halbfinale
Datum: 15. Oktober 1968, ab 15:00 Uhr

### Lauf 1
Wind: −0,2 m/s
| Platz | Name                | Nation         | Offizielle Zeit handgestoppt | Inoffizielle Zeit elektronisch |
| ----- | ------------------- | -------------- | ---------------------------- | ------------------------------ |
| 1     | Irena Szewińska     | Polen          | 11,3 s                       | 11,30 s                        |
| 2     | Barbara Ferrell     | USA            | 11,3 s                       | 11,37 s                        |
| 3     | Dianne Burge        | Australien     | 11,4 s                       | 11,46 s                        |
| 4     | Chi Cheng           | Taiwan         | 11,4 s                       | 11,49 s                        |
| 5     | Fulgencia Romay     | Kuba           | 11,5 s                       | 11,52 s                        |
| 6     | Irene Piotrowski    | Kanada         | 11,5 s                       | 11,55 s                        |
| 7     | Della Pascoe        | Großbritannien | 11,6 s                       | 11,68 s                        |
| 8     | Ljudmila Golomasowa | Sowjetunion    | 11,7 s                       | 11,71 s                        |

### Lauf 2
Wind: ±0,0 m/s
| Platz | Name                  | Nation           | Offizielle Zeit handgestoppt | Inoffizielle Zeit elektronisch |
| ----- | --------------------- | ---------------- | ---------------------------- | ------------------------------ |
| 1     | Wyomia Tyus           | USA              | 11,3 s                       | 11,35 s                        |
| 2     | Raelene Boyle         | Australien       | 11,4 s                       | 11,41 s                        |
| 3     | Margaret Bailes       | USA              | 11,5 s                       | 11,53 s                        |
| 4     | Miguelina Cobián      | Kuba             | 11,6 s                       | 11,63 s                        |
| 5     | Ljudmila Samotjossowa | Sowjetunion      | 11,6 s                       | 11,67 s                        |
| 6     | Eva Glesková          | Tschechoslowakei | 11,7 s                       | 11,80 s                        |
| 7     | Wilma van Gool        | Niederlande      | 11,8 s                       | 11,81 s                        |
| 8     | Val Peat              | Großbritannien   | 11,8 s                       | 11,81 s                        |

## Finale

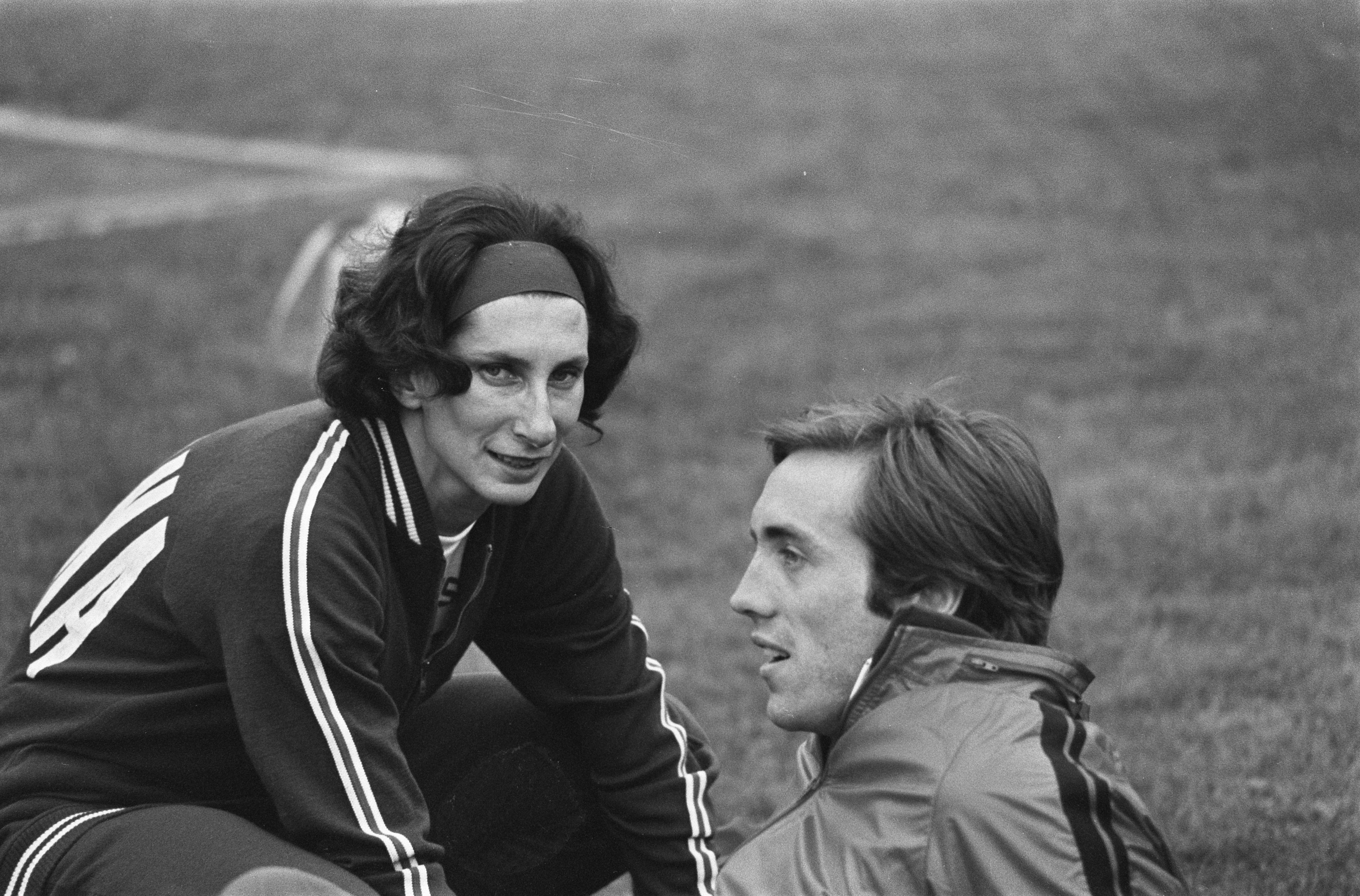
Bronze gab es für Irena Szewińska, die drei Tage nach diesem Rennen Olympiasiegerin über 200 Meter wurde
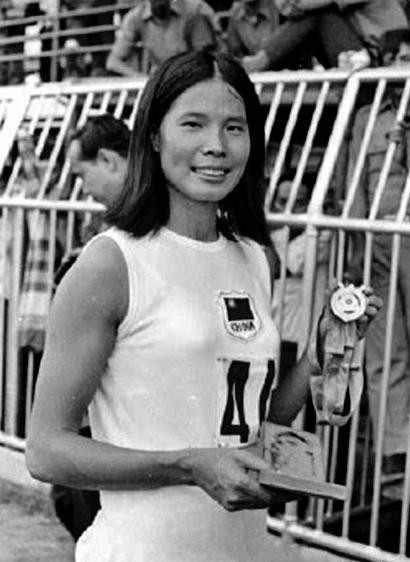
Chi Cheng – drei Tage später Bronzemedaillengewinnerin über 80 Meter Hürden – belegte Rang sieben

Datum: 15. Oktober 1968, 17:50 Uhr
Wind: +1,2 m/s
| Platz | Name             | Nation     | Offizielle Zeit handgestoppt | Inoffizielle Zeit elektronisch |
| ----- | ---------------- | ---------- | ---------------------------- | ------------------------------ |
| 1     | Wyomia Tyus      | USA        | 11,0 s WR                    | 11,08 s                        |
| 2     | Barbara Ferrell  | USA        | 11,1 s000                    | 11,15 s                        |
| 3     | Irena Szewińska  | Polen      | 11,1 s000                    | 11,19 s                        |
| 4     | Raelene Boyle    | Australien | 11,1 s000                    | 11,20 s                        |
| 5     | Margaret Bailes  | USA        | 11,3 s000                    | 11,37 s                        |
| 6     | Dianne Burge     | Australien | 11,4 s000                    | 11,44 s                        |
| 7     | Chi Cheng        | Taiwan     | 11,5 s000                    | 11,53 s                        |
| 8     | Miguelina Cobián | Kuba       | 11,6 s000                    | 11,61 s                        |

Es gab keine ausgesprochene Favoritin im Finale. In der Vorrunde war der bestehende Olympiarekord drei Mal eingestellt worden: von der US-amerikanischen Olympiasiegerin von 1964 Wyomia Tyus sowie ihren Landsfrauen Margaret Bailes und Barbara Ferrell. Im ersten Viertelfinale hatte Ferrell diesen Rekord noch um eine Zehntelsekunde verbessert und damit gleichzeitig den bestehenden Weltrekord eingestellt, was der Polin Irena Szewińska im vierten Viertelfinale ebenfalls gelungen war. Tyus war in ihrem Viertelfinale noch schneller gelaufen, doch hatte ihre Zeit wegen zu starken Rückenwindes nicht als Weltrekord anerkannt werden können.
Im Finale fanden die Läuferinnen ausgezeichnete Bedingungen vor, auch die Rückenwindunterstützung lag im zulässigen Bereich. So gab es ein hochklassiges Rennen mit Wyomia Tyus als Siegerin und neuer Weltrekordlerin. Sie war damit die erste Frau, die in dieser Disziplin ihren Olympiasieg wiederholen konnte. Hinter ihr gab es drei Athletinnen, die mit einer Zehntelsekunde Rückstand zeitgleich die nächsten Plätze belegten: Barbara Ferrell errang die Silber- und Irena Szewińska die Bronzemedaille. Platz vier belegte nur eine Hundertstelsekunde dahinter die Australierin Raelene Boyle.
Wyomia Tyus errang den dritten US-Sieg in Folge im 100-Meter-Lauf der Frauen.

## Video
- Wyomia Tyus Retains Olympic 100m Title - First Ever | Mexico 1968 Olympics, youtube.com, abgerufen am 10. November 2017